# Calispepla aegacanthoides
Genre
Espèce
Synonymes
- Argyrolobium aegacanthoides (Vved.) Moteetee[2]

Calispepla aegacanthoides est une espèce de plantes à fleurs dicotylédones de la famille des Fabaceae, sous-famille des Caesalpinioideae, originaire d'Asie centrale. C'est l'unique espèce acceptée du genre Calispepla (genre monotypique).